# Mooie vrouwen lopen nooit in de schaduw
Mooie vrouwen lopen nooit in de schaduw is een Nederlandstalige single van de Belgische artiest Willy Sommers uit 1990.
Het nummer stond in de top 50 van 4 augustus 1990 tot 1 september 1990 en bereikte een 30ste plaats.
De B-kant van de single was het liedje Ze danste met haar schaduw, en het liedje verscheen op het album Hou Van Mij uit 1990.

## Meewerkende artiesten
- Producer
  - Roland Verlooven
- Muzikanten
  - Alain Tant (backing vocals)
  - Alain Van Zeveren (keyboards, klavier)
  - Chris Peeters (gitaar)
  - Dany Caen (backing vocals)
  - Eric Melaerts (gitaar)
  - Jean-Pierre Onraedt (drums)
  - Kris Wauters (backing vocals)
  - Michael Daw (drums)
  - Peter Vandendriessche (saxofoon)
  - Sylvia Mouradoglou (backing vocals)
  - Willy Sommers (zang)
  - Willy Vande Walle (saxofoon)
  - Yannick Fonderie (programmatie, synthesizer)
  - Yvan Brunetti (backing vocals)